# Kamimuria lepida
Kamimuria lepida és una espècie d'insecte pertanyent a la família dels pèrlids que es troba a Àsia: Taiwan.